# Leptasthenura striata
Leptasthenura striata là một loài chim trong họ Furnariidae.